# Río Sheyenne
El río Sheyenne (del inglés: 'Sheyenne River') es un importante río del centro-norte de los Estados Unidos, uno de los principales afluentes del río Rojo del Norte, que discurre íntegramente por el estado de Dakota del Norte. Tiene una longitud de 951 km

## Geografía
El río Sheyenne nace a unos 46 km al norte de McClusky y fluye en un recorrido típico de los ríos de llanura, con muchas curvas, recodos y meandros, en dirección generalmente este, antes de girar al sur, cerca McVille. Continúa a través del condado de Griggs (Dakota del Norte) y del condado de Barnes (Dakota del Norte) antes de girar en sentido noreste, cerca de Lisbon. El río llega luego al lago Ashtabula, formado por la presa Baldhill, al norte de Valley City.
Desde Lisbon, el río cruza la pradera nacional Sheyenne (Sheyenne National Grassland), y entra en el condado de Cass cerca de la ciudad de Kindred. Este tramo está considerado como un río salvaje y paisajístico nacional (National Wild and Scenic River) y es popular entre los piragüistas y amantes del aire libre. Desde Kindred, el río fluye hacia el norte-noreste a través de las fértiles llanuras del Valle del Río Rojo del Norte.
El carácter del río cambia cuando deja las praderas de arena y entra en el fértil suelo arcilloso del valle del río Rojo. Anteriormente, el río que plantean un peligro de inundaciones a ciudades como West Fargo y Harwood, donde se une al Río Rojo del Norte (que a su vez fluye hacia el norte hasta el lago Winnipeg, en la provincia canadiense de Manitoba. Gracias a un canal de derivación realizado cerca de Horace, las principales ciudades del río Sheyenne lograron salir bien paradas en las inundaciones de 1997 del río Rojo, unas inundaciones que devastaron las ciudades de Grand Forks y East Grand Forks, esta en Minnesota.